# Лоуренс, Уна
Уна Лоуренс (англ. Oona Laurence, 1 августа 2002, Нью-Йорк, США) — американская актриса кино, театра и телевидения. Лауреат и номинант национальных и международных премий и наград.

## Биография
Отец Лоуренс и две её младшие сестры — актёры короткометражек и сериалов. Сама она родилась и выросла в Нью-Йорке.
Свою первую роль в кино Лоуренс сыграла, когда ей было всего пять лет, — в фильме своего отца «Days Dance». Сыграла в короткометражном фильме «Ужасная Пенни». В 2014 году снялась в главной роли юной шахматистки в детском фильме режиссёра Ивэна Оппенхаймера «Игра в жизнь». Роль её подруги исполнила Фатима Птачек. 
С раннего возраста Уна Лоуренс выступала на театральной сцене. Исполнила главную роль Глазастика в спектакле «Убить пересмешника» по роману американской писательницы Харпер Ли. Была удостоена приза зрительских симпатий за роль Банана-философа в мюзикле «The Cosmic Fruit Bowl». 
Событием в жизни юной актрисы стало выступление на Бродвее на сцене Театра Шуберт. Лоуренс узнала, что ей дали дебютную главную роль в мюзикле «Матильда» по мотивам книги Роальда Даля, когда она с родителями и друзьями в ресторане отмечала Хэллоуин. Работа была связана с трудностями. На сцене, исполняя роль в мюзикле, Лоуренс разговаривала с английским акцентом и произносила некоторые реплики на русском языке. Режиссёр Мэттью Уоркус запретил актрисам улыбаться во время представления. Уна выступала в мюзикле в период с 4 марта 2013 года до 15 декабря 2013 года. За свою роль Лоуренс (вместе с тремя другими её исполнительницами) была номинирована на «Грэмми» и получила специальную награду «Тони» в 2013 году (за выдающиеся достижения в области театра).
Юная актриса сыграла в картинах «Чужое горе», «Я улыбаюсь в ответ», главную роль в фильме «Ягнёнок». Фильм «Ягнёнок» привлёк внимание кинокритиков и зрительской аудитории, рецензии на него появились в крупных и влиятельных СМИ. В его основе книга американской писательницы Бонни Надзам «Неудачники», которая рассказывает о 47-летнем мужчине, переживающим смерть отца и расставание с женой. Он пытается уйти от своих проблем в дружбу с одиннадцатилетней девочкой. Литературные критики сравнивали книгу с «Лолитой» Владимира Набокова. Режиссёр Росс Партридж выступил в экранизации также в качестве сценариста и исполнителя главной роли. Фильм балансирует между триллером и роуд-муви. Короткометражный фильм «Imaginapped» (2015), в котором Лоуренс исполнила главную роль, был показан на двадцати четырёх национальных и международных фестивалях.
В 2015 году на экраны вышел фильм режиссёра Антуана Фукуа «Левша». Лоуренс сыграла дочь боксёра, которую забирает служба по защите после гибели матери и неадекватностью поведения отца из-за гибели супруги и своей дисквалификации. Герой фильма решается на тяжелый бой, чтобы вернуть дочь.
В 2016 году сыграла роль Натали в фильме «Пит и его дракон» режиссёра Дэвида Лоури, в американском приключенческом фильме-фэнтези по одноимённому рассказу С. С. Филда и Сетона Миллера. Фильм является ремейком одноимённого фильма 1977 года. Герой фильма — маленький сирота (его роль исполняет Оакс Фегли). После гибели родителей в автокатастрофе он становится другом доброго дракона, способного становиться невидимым для всех остальных людей. Уна Лоуренс играет юную подругу героя фильма. Режиссёр рассказывал:

«Нам ни разу не показалось, что Уна играет роль. Она очень естественна, но в то же время — она профессионал. Уна и Оакс всегда приходили подготовленными и, когда надо было работать, концентрировались на выполнении поставленной задачи»— О съемках фильма «Пит и его дракон»
Крупные издания и кинокритики отметили исполнение роли юной актрисой.
В в 2017 году снялась в ремейке фильма режиссёра Дона Сигела с участием Клинта Иствуда «Обманутый». Среди приглашённых звёзд фильма — Колин Фаррелл, Кирстен Данст и Эль Фэннинг. Режиссёр фильма — София Коппола. Раненный солдат-северянин оказывается во время Гражданской войны в США в школе-интернате для девочек в расположении противника. Его спасают девочки-конфедератки. Воспитанницы школы заботятся о больном, но постепенно попадают под его очарование и вступают в борьбу за него, что приводит к трагическим последствиям.

## Личность
Уна Лоуренс обучалась танцу в 92Y: Cultural Institution and Community Center (Recanati-Kaplan 92Y Harkness Dance Center). Свободное время любит проводить на Кони-Айленде и в парке Мэдисон-сквер. Девочка много читает. В интервью она призналась, что её любимые книги: «Матильда» Роальда Даля, «Голодные игры» Сьюзен Коллинз и «Две принцессы Бамарры» Гейл Карсон Ливайн. Среди увиденных театральных постановок отмечает бродвейский мюзикл «Семейка Аддамс». Девочка любит смотреть фильмы ужасов и часто не может сдержать волнения во время просмотра.

## Фильмография[15]
| Год  | Название                                               | Роль            | Награды и номинации |  |
| ---- | ------------------------------------------------------ | --------------- | --- |  |
| 2012 | Влажный цемент (Wet Cement, короткометражный)          | Девочка         | |  |
| 2012 | Эстер (Esther, короткометражный)                       | Эстер           | |  |
| 2013 | Ужасная Пенни (Penny Dreadful, короткометражный)       | Девочка         | |  |
| 2013 | Correcting. Perplexing. Patrick.                       | Джессика        | |  |
| 2014 | Игра в жизнь (A Little Game)                           | Бекки           | |  |
| 2014 | American Gladiators (AKA Tumorhead) (короткометражный) | Джейн           | |  |
| 2015 | Я улыбаюсь в ответ (I Smile Back)                      | Дэйзи           | |  |
| 2015 | Ягнёнок (Lamb)                                         | Томми           | Hell’s Half Mile Film and Music Festival — номинация в категории «Лучшая актриса» |  |
| 2015 | Imaginapped (короткометражный)                         | Оливия          | SciFi Film Festival, Австралия, 2015 — Победитель в номинации «Лучшая женская роль» |  |
| 2015 | Левша (Southpaw)                                       | Лейла           | Washington DC Area Film Critics Association Awards — номинация в категории «Лучший молодой исполнитель»; Young Entertainer Awards — номинация в категории «Лучшая молодая исполнительница главной роли» |  |
| 2015 | Чужое горе (The Grief of Others)                       | Biscuit Ryrie   | |  |
| 2015 | Damsel                                                 | Ава             | |  |
| 2015 | Викки и Джонни (Vicky & Jonny, короткометражный)       | Викки в детстве | |  |
| 2016 | Little Boxes                                           | Амброзия        | |  |
| 2016 | Очень плохие мамочки                                   | Джейн Митчелл   | |  |
| 2016 | Пит и его дракон (Pete’s Dragon)                       | Натали          | |  |
| 2016 | Лили + Maрa (Lily + Mara, короткометражный)            | Лили            | |  |
| 2016 | Роковое искушение (The Beguiled)                       | Эми             | |  |
| 2017 | Очень плохие мамочки 2 (A Bad Moms Christmas)          | Джейн Митчелл   | |  |
| 2019 | Важное время отрочества (Big Time Adolescence)         | Софи            | |  |

## Телевизионные фильмы[15]
| Год  | Название                            | Роль                           | Эпизод                                                 |
| ---- | ----------------------------------- | ------------------------------ | ------------------------------------------------------ |
| 2011 | Истории о знаменитых привидениях    | Филлис в детстве и дочь Филлис | 1 эпизод                                               |
| 2012 | Луи                                 | Злая девочка № 4               | 1 эпизод                                               |
| 2014 | Закон и порядок: Специальный корпус | Зоэ Харрис                     | Эпизод «Гнев» в Сезоне 3                               |
| 2015 | Оранжевый — хит сезона              | Тиффани                        | Эпизод «A Tittin' and a Hairin'»                       |
| 2016 | Слепая зона                         | Майя                           | Эпизод «Тогда вперёд по дороге на запад...» в Сезоне 1 |
| 2019 | Остров летнего лагеря               | Ёжинка                         | 100 эпизодов мультсериала                              |

## Театральные роли[17]
| Год  | Название                                   | Роль            |
| ---- | ------------------------------------------ | --------------- |
| -    | Мечты Вуди Гатри (Woodie Guthrie Dreams)   | Кэти Энн Гатри  |
| -    | Убить пересмешника (To Kill a Mockingbird) | Глазастик       |
| -    | The Cosmic Fruit Bowl                      | Банан-философ   |
| -    | Seussical                                  | Роль в ансамбле |
| 2013 | Матильда (Matilda)                         | Матильда        |